# Тур, Василий Захарович
Василий Захарович Тур (21 августа 1919, с. Ольшанка, Лубенский уезд, Полтавская Губерния, Украинская Народная Республика — 13 июля 1986, Татарбунары, Одесская область, СССР) — организатор колхозного производства, председатель ордена Ленина колхоза имени Татарбунарского восстания Татарбунарского района Одесской области Украинской ССР. Герой Социалистического Труда.

## Биография
Родился 21 августа 1919 года в селе Ольшанка Лубенского района Полтавской области.
В 1937 году поступил в Херсонский сельскохозяйственный институт. Работал агрономом МТС и агропроизводственного участка в Мирзачульском районе Ташкентской области.
В 1941—1942 гг. служил в армии. В 1942 году стал курсантом пехотного училища и старшиной роты, принимал участие в боях под Сталинградом. После ранения вновь заведовал агропроизводственным участком Мирзачульского района Ташкентской области.
В 1944—1949 гг. работал главным агрономом, а затем заведующим Лиманского сельхозотдела Измаильской области.
В 1952 году был избран председателем исполкома Татарбунарского райсовета, а в 1954 году — первым секретарём Килийского района Компартии Украины.
В 1955 году по личной просьбе в числе 30-тысячников направлен на работу в Татарбунарский район, избран председсателем колхоза имени Татарбунарского восстания, которым бессменно руководил свыше 30 лет.
С 1956 года — член бюро Татарбунарского райкома Компартии Украины.
Неоднократно избирался депутатом областного и районного Советов народных депутатов. Избирался делегатом XXII, XXIII, XXV и XXVI съездов КПСС, делегатом XXV, XXVI и XXVII съездов КПУ. С 1974-го по 1980 гг. был председателем Украинского республиканского Совета социального обеспечения колхозников. С 1975 года — депутат Верховного Совета Украинской ССР, в этом же году избран заместителем председателя Всесоюзного Совета колхозников.
В 1976—1981 гг. — член Центральной ревизионной комиссии КПСС.
За большие заслуги перед СССР Василий Захарович Тур был удостоен звания Героя Социалистического Труда, награждён тремя Орденами Ленина, Орденом Октябрьской революции, Орденом Дружбы народов, Орденом Отечественной войны второй степени, Орденом Красной Звезды и многими медалями.
По инициативе Тура в Татарбунарах был основан футбольный клуб «Восстание», который стал одним из самых титулованных в одесском областном футболе, по-прежнему является рекордсменом по количеству побед в Кубке Одесской области, и неоднократно становился чемпионом СССР среди сельских коллективов. С 1979-го по 1986 гг. в Татарбунарах проводился ежегодный всесоюзный турнир «Дружба» на призы В. З. Тура. Приз 1986 года, который разыгрывался в последний раз, был посвящён памяти Василия Захаровича.
Умер 13 июля 1986 года в Татарбунарах.

## Награды
- Герой Социалистического Труда.
- Награждён тремя Орденами Ленина, Орденом Октябрьской революции, Орденом Дружбы народов, Орденом Отечественной войны второй степени, Орденом Красной Звезды и многими медалями.
- Лауреат Государственной премии УССР в области науки и техники (1983)
- Заслуженный работник сельского хозяйства УССР.

## Память
- В Татарбунарах Туру В. З. установлен бронзовый бюст[1]
- Одна из школ в Татарбунарах носит имя Василия Захаровича Тура.
- Тур автор книг:
  - «Возрождённая степь», Москва, 1980;
  - «Колхоз „Луч“ Одесской области», Киев, 1980.
- Именем Тура названа футбольная команда из Дмитровки Татарбунарского района — чемпион Одесской области[2]